# سالن باشگاه افسران
سالن باشگاه افسران مربوط به دوره پهلوی است و در کرمان، خیابان معلم واقع شده و این اثر در تاریخ ۲۸ فروردین ۱۳۸۰ با شمارهٔ ثبت ۳۷۱۶ به‌عنوان یکی از آثار ملی ایران به ثبت رسیده است.
در حال حاضر به عنوان موره نظامی ارتش مورد استفاده قرار گرفته است.